# Костянтинівський склоробний завод
Костянтинівський склоробний завод (Костянтинівський механізований склоробний завод імені Жовтневої революції) — підприємство промисловості будівельних матеріалів. Розташований у м. Костянтинівці Донецької області.

## Історія
Заснований в 1897 році. Робітники заводу брали активну участь у революційних подіях 1905 року. Масові страйки відбувалися на підприємстві в 1907, 1910, 1912 роках. Під час 1-ї світової та громадянської воєн завод не працював. Роботу підприємства було відновлено в 1921 році. В 1924—28 роках завод було докорінно реконструйовано.
В 1930 році потужність підприємства досягла 3,5 млн. м2 скла на рік. У період тимчасової окупації міста німецькими військами (1941—43) завод було зруйновано. Першу післявоєнну продукцію було отримано 1944 року. За післявоєнні роки підприємство реконструйовано й значно розширено.

## Продукція
Завод виробляє віконне скло, шлакоситалові плитки, силікат натрію (розчинне скло), скляну облицьовувальну плитку, товари народного споживання.